# 維謝格拉德王宮

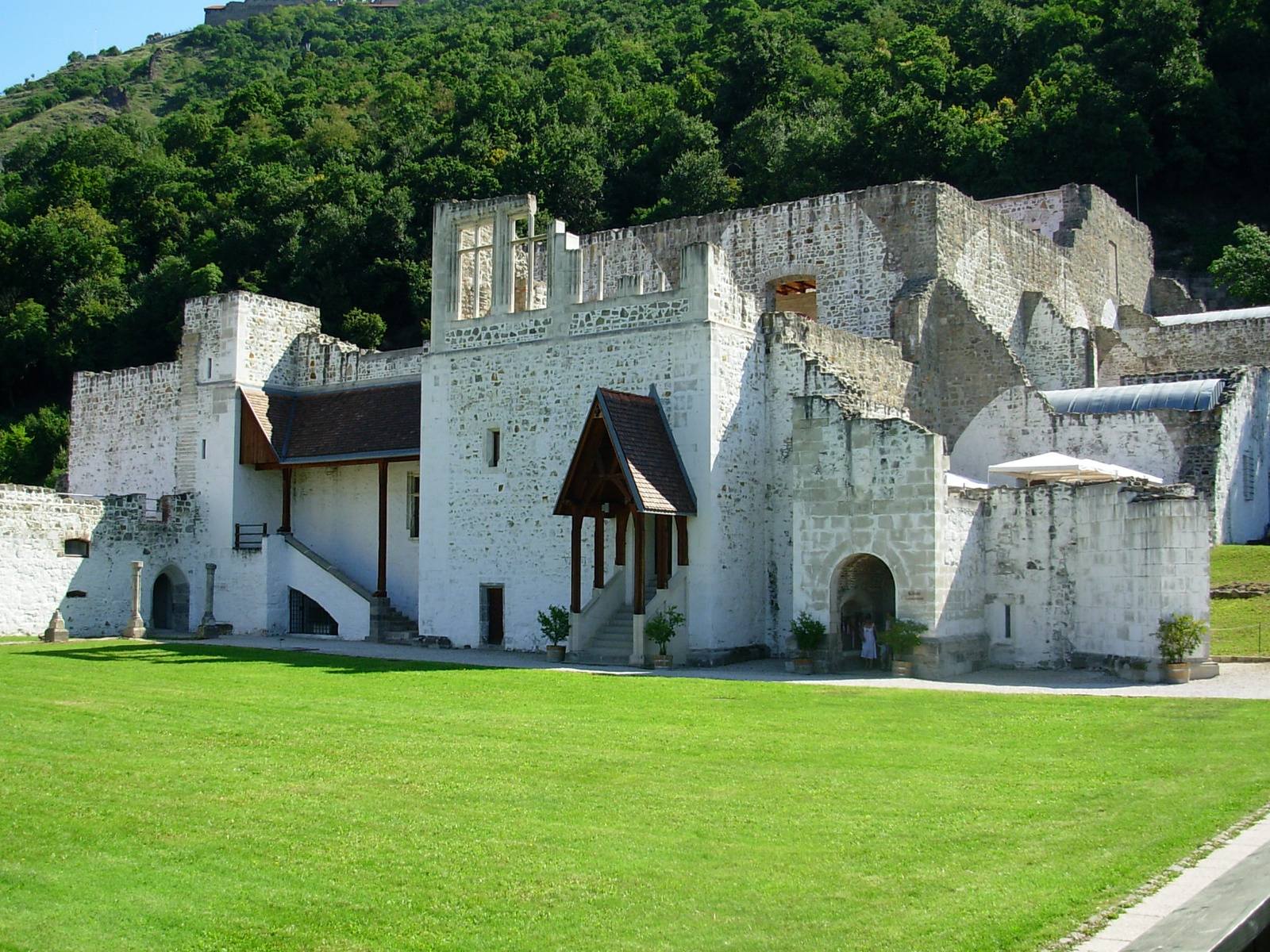

維謝格拉德王宮（匈牙利語：Királyi palota）是位於匈牙利城市維謝格拉德的一座建築。維謝格拉德王宮修建於13至14世紀，現在是一座博物館。
47°47′32″N 18°58′27″E / 47.7922°N 18.9741°E